# Danze occitane
Le danze occitaniche, le danze tradizionali in uso nelle valli occitaniche d'Italia, sono, insieme alla lingua e alla religione, un elemento fondamentale d'aggregazione per la comunità locale. Vengono ballate tuttora, prevalentemente nei territori occitanici del Piemonte, in quasi tutte le occasioni festive, e sono ben conosciute anche fuori dai confini delle valli occitaniche italiane.
Il territorio impervio e le difficoltà di spostamento dei tempi andati hanno fatto sí che ogni valle abbia conservato le proprie melodie ed i propri balli, differenti per passi e per ischemi da quelli delle vallate contigue.
Gli strumenti usati sono quelli tradizionali, come la fisarmonica cromatica a bottoni, il clarinetto, il violino, l'organetto, la ghironda (vioulo), la fisarmonica semidiatonica (semitoun) con pinfre (strumenti a fiato vari) e l'armonica a bocca (ourganin).

## Danze ballate nelle valli
- Valle Vermenagna: Courenta, Courenta dei coscritti e Balet
- Valle Maira: Courento dla Rocho
- Val Varaita: Countradanso, Courento, Boureo di San Martin, Gigo, Tresso, Courento de Custiole, Grondo Gigo, Moulinet, Vieio e Cadrio
- Valle Po e Valle Infernotto: Giga e Bouréa
- Val Germanasca e Val Chisone: Courento, Ëspouzino, Bouréo de Ruclarét

## Discografia
- 1989 AA.VV. Muzique Ousitane 2—Soulestrelh
- 1998 Silvio Peron e Gabriele Ferrero Ballo delle valli occitane d'Italia—Robi Droli
- 2010 Arbut " Isabela va a balar" Associazione Culturale "Cantiere Culturale Arbut"